# Arkáda (žánr počítačových her)

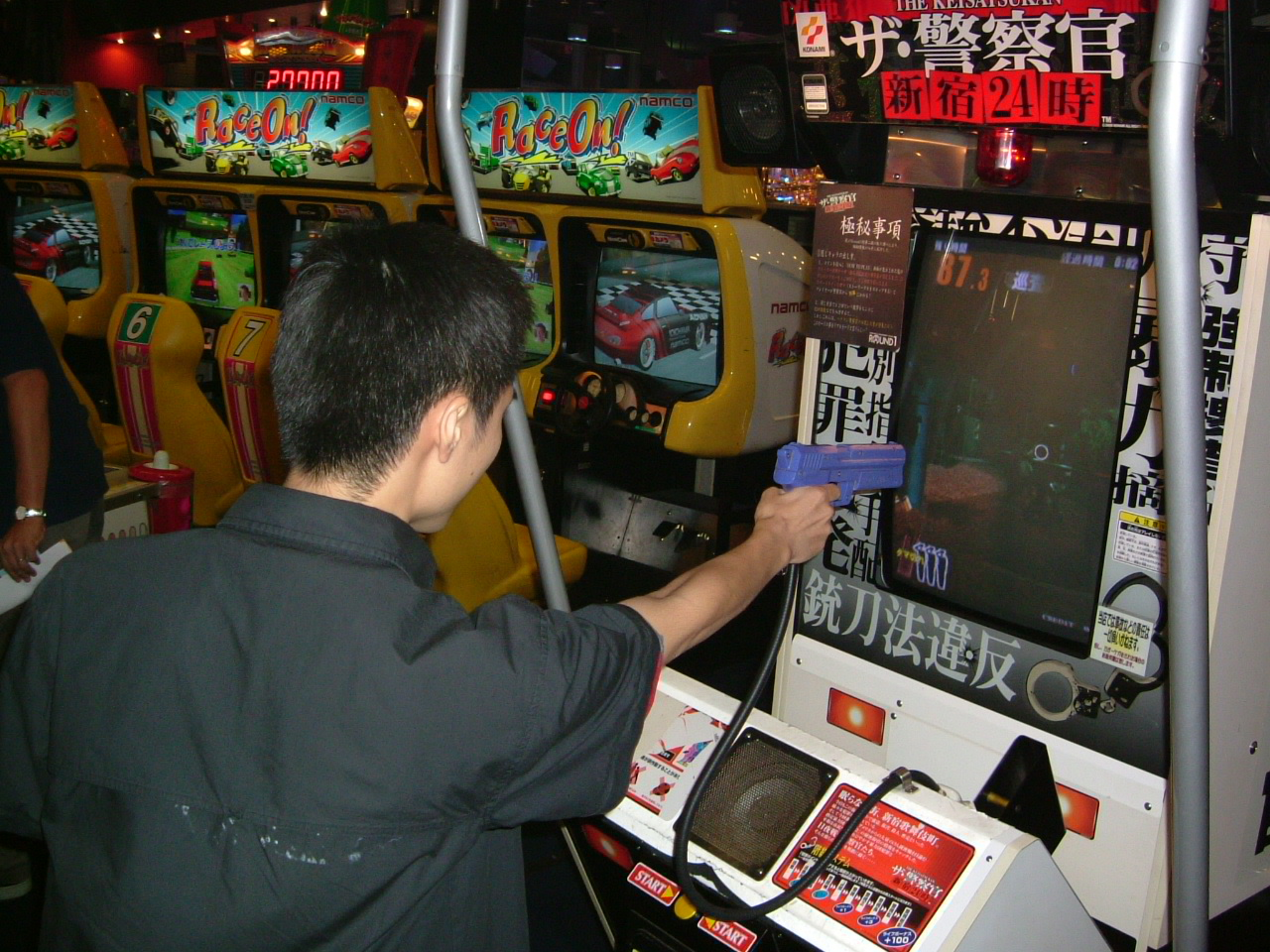
Hráč v Japonsku hrající arkádovou hru, ve které hráči používají světelnou zbraň

Arkáda je žánr počítačové hry, založený na jednoduchém a nápaditém konceptu.[zdroj?]
Arkády se nejčastěji hrají na kola se stupňující obtížností, některé hry bývají omezeny časem.[zdroj?] Tento druh her byl dříve oblíben na videoherních automatech a posléze přešel také na PC.
Podle množství vydávaných her na stejném principu se začaly dělit do kategorií podle společných znaků. Dělení je ale jen orientační, neboť jedna komplikovanější arkáda může vykazovat znaky spadající do více kategorií nebo naopak pro svou originalitu může být hůře zařaditelná do kterékoliv z uvedených.

## Historie
První populární hry byly typické automatové hry (Midway Games) jako je například střelnice, hry s hodem míče a první nejstarší herní automaty, jako například ty, o kterých se říká, že v nich musí mít člověk štěstí, či již musí znát taktiku. Staré automatové hry jsou z éry 20. let 20. století kdy se chodívaly hrát do zábavných parků (př. Coney Island v New Yorku), kde vznikla inspirace a atmosféra pozdějších arkádových her.
V roce 1930 byly vyrobeny první mincovní hrací automaty. Dřívější zábavné stroje byly na rozdíl od svých pozdějších elektronických příbuzných vyrobeny ze dřeva a také měly mechanický systém místo elektronického bodování. Asi v roce 1977, většina hracích automatů ve výrobě prošlo k používání elektroniky na stálo, jak pro hodnocení tak i pro provoz.
Společnost Sega později produkovala pistolové hry, které se podobají střílečkám z prvního pohledu. Ve skutečnosti to byly elektromagnetické hry, které používají zadní promítání obrazu podobným způsobem do starobylého Zoetrope, pomocí kterých se vytvářely animace na obrazovce. První z nich byla lehká puška hry Duck Hunt, vydanou společnosti Sega v roce 1969. To představovalo animované pohyblivé cíle na obrazovce, které i tisklo skóre hráče na obrazovku se zvukovými efekty. Ten rok Sega vydala elektromechanickou arkádovou závodní hru Grand Prix. Hra byla vytvořena v z prvního pohledu. Obsahovala elektronické efekty, palubní desku s volantem a plynovým pedálem a dopředu rolovací silnicí promítané na obrazovce. Další vydání Segy v tomto roce byla hra Missile. Střelecká a vozidlová válečná simulace, která obsahovala elektronický zvuk a pohybující filmový pás sloužící jako projekční plátno. Byla to také hra, která měla joystick s akčním tlačítkem, který byl použit jako součást dual-control joysticku.
Od roku 1970 se elektro-mechanické arkádové hry začaly nahrazovat elektronickými videohrami, po vydání hry Pong v roce 1972, Sega vydala elektro-mechanickou hru s názvem Žralok zabiják, střílečka z prvního pohledu střelce, známého z filmu, kterého jste mohli vidět ve filmu Čelisti z roku 1975. V roce 1974 Nintendo vydalo Wild Gunman, lehkou střeleckou zbraň, který využíval projekci 16mm filmu pro zobrazení kovbojských soupeřů. Jednou z poslední úspěšné elektro-mechanické arkádové hry bylo F-1, závodní hra vyvinutá společností Namco a distribuovaný Atari v roce 1976. Hra byla prokázána ve filmech Dawn of the Dead (1978) a Madness (1980), stejně jako Sega Jet Rocket ve druhém filmu. V roce 1978 byla vydána hra Space Invaders, který získal ještě větší zájem o elektromagnetické hry.

## Dělení

### Bojové a soubojové hry
(bojovky, soubojovky nebo mlátičky)
Proti sobě vystupují nejčastěji dva bojovníci v nějaké aréně. Cílem je skolit protivníka, k čemuž slouží škála nabízených úderů. Mezi bojové hry také patří postupové bojovky, kdy postava prochází sekvencemi plných nepřátel jež musí nějakým způsobem paralyzovat.
Příklady:
- Golden Axe
- King of Fighters
- Mortal Kombat
- The Simpsons
- Street Fighter
- Teenage Mutant Ninja Turtles
- Tekken
- Virtua Fighter

### Plošinové hry
(plošinovky též skákačky nebo hopsačky)
V plošinových hrách překonává hlavní postava různé nástrahy vytvořeného světa - skáče přes překážky a vyhýbá se nebo likviduje své nepřátele. Během putování pak sbírá rozličné hodnotné předměty (bonusy), za které bývá na konci úrovně ohodnocena.
Příklady:
- Atomic Bomberman
- Captain Comic
- CD-Man
- série Commander Keen
- Cosmo's Cosmic Adventure
- Crash Bandicoot
- Croc: Legend of the Gobbos
- Digger
- Dyna blaster
- Heart of Darkness
- Helloween Harry
- Liero
- Pac-Man
- Prince of Persia
- Sonic the Hedgehog
- Worms
- Xenon

### Sportovní hry
Simulace sportovního výkonu s nadsazenými aspekty, reálně neproveditelnými.
Příklady:
- Lakers vs. Celtics
- NBA Hangtime
- NBA Jam
- Skate or Die
- Ski or Die

### Závodní hry
Simulace závodů s nadsazenými aspekty, reálně neproveditelnými.
Příklady:
- Ignition
- Lotus
- Need for Speed
- Stunts

### Logické hry
Arkády u nichž je hlavní devízou a nutností v postupu, používání logických vztahů a zákonitostí.
Příklady:
- Atomix
- Berušky
- Boulder Dash
- Gruntz
- Gobliiins
- Humans
- Chessmaster
- The Incredible Machine
- Lemmings
- The Lost Vikings
- Tetris
- Trine
- Vlak
- Ugh!